# Bertold Kamm
Bertold Kamm (* 10. Mai 1926 in Schorndorf in Württemberg; † 9. März 2016 in Nürnberg) war ein deutscher Politiker (SPD).
Kamm, ältester Sohn Gottlob Kamms, besuchte die Volksschule und zwei Oberrealschulen in Schorndorf und Stuttgart-Bad Cannstatt. Er war als Luftwaffenhelfer und im Reichsarbeitsdienst tätig und saß einige Zeit lang in Gestapohaft. Von 1944 an war er im Kriegsdienst bei den Fallschirmjägern tätig, bis Ende 1946 befand er sich in britischer Kriegsgefangenschaft. Nach dem Zweiten Weltkrieg studierte Kamm von 1947 bis 1950 Rechts- und Sozialwissenschaften in Tübingen und Erlangen/Nürnberg zur Vorbereitung auf die Tätigkeit als Sozialarbeiter. Er leitete daraufhin von 1950 bis 1955 verschiedene Jugendwohnheime in Nürnberg und war Geschäftsführer der Arbeiterwohlfahrt Nürnberg sowie Dozent an der HWF Nürnberg und Lehrbeauftragter an der Fachhochschule Nürnberg (Vorgängereinrichtung der Technischen Hochschule Nürnberg Georg Simon Ohm). Er war Vorstandsmitglied des Instituts für Sozialpolitik und Arbeitsrecht in München und von 1978 bis 1989 Landesvorsitzender der Arbeiterwohlfahrt Bayern.
Der SPD gehörte Kamm seit 1947 an. Von 1966 bis zum 22. Oktober 1986 saß Kamm im Bayerischen Landtag. Ab 1978 war er der 1. Vizepräsident des Parlaments.
Bertold Kmm war mit Ruth Kamm verheiratet und hatte zwei Töchter.

## Ehrungen
- 1978: Verdienstkreuz am Bande[1] des Verdienstordens der Bundesrepublik Deutschland
- 1983: Verdienstkreuz 1. Klasse des Verdienstordens der Bundesrepublik Deutschland
- 1986: Großes Verdienstkreuz der Bundesrepublik Deutschland
- 2013: Bürgermedaille der Stadt Nürnberg
- Bayerischer Verdienstorden